# Munchhouse
Munchhouse là một xã ở tỉnh Haut-Rhin trong vùng Grand Est ở đông bắc Pháp. Xã này có diện tích 24,05 km², dân số năm 1999 là 1569 người. Khu vực này có độ cao 217 mét trên mực nước biển.